# Atlas Maior

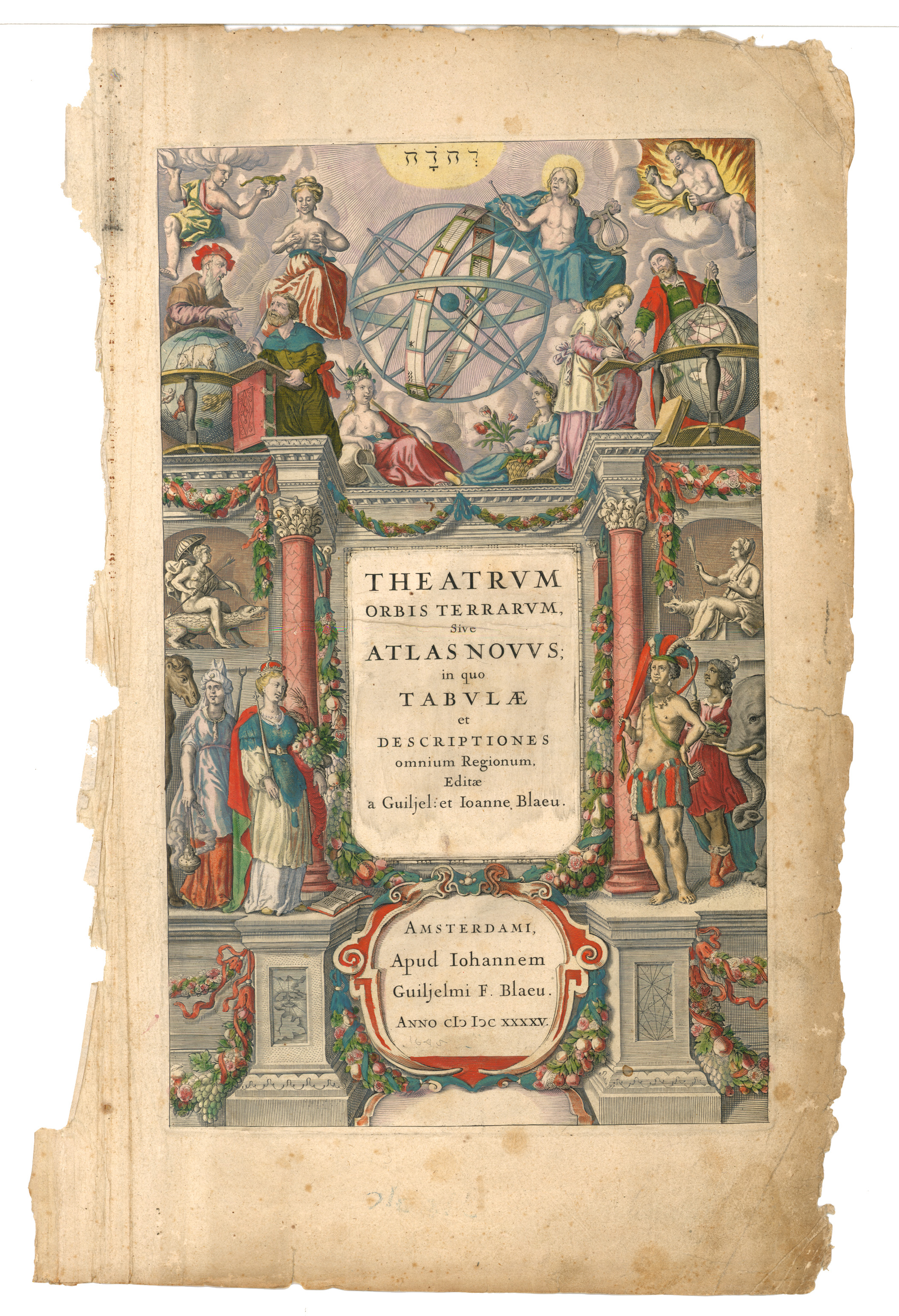
Page de titre, 1645

L'Atlas Maior, Atlas Blaeu ou Theatrum Orbis Terrarum, est un recueil de cartes géographiques, gravures et dessins publié en 1662 et en 1665 par l'éditeur amstellodamois Joan Blaeu.

## Histoire
L'ouvrage est publié en plusieurs langues européennes (néerlandais, allemand, français, etc.).
La version française comporte douze volumes de planches gravées à l'eau forte.
Certains exemplaires sont coloriés à la main.

## Reconnaissance
En 2004, l’Atlas Blaeu, conservé à la Bibliothèque nationale autrichienne, est officiellement inscrit au Registre Mémoire du monde de l’UNESCO.